# أولكسندر بوندارينكو (لاعب كرة قدم)
أولكسندر بوندارينكو (بالأوكرانية: Бондаренко Олександр Миколайович)‏ هو لاعب كرة قدم أوكراني، ولد في 29 يونيو 1966 في زاباروجيا في أوكرانيا. شارك مع منتخب أوكرانيا لكرة القدم. أما مع النوادي، فقد لعب مع تشورنومورتس أوديسا وميتالوره زابورجيا ونادي تافريا سيمفروبول.

## وصلات خارجية
- أولكسندر بوندارينكو على موقع اتحاد أوكرانيا (الإنجليزية)
- أولكسندر بوندارينكو على موقع قاعدة بيانات كرة القدم.إي يو (الإنجليزية)
- أولكسندر بوندارينكو على موقع ناشيونال فوتبول تيمز (الإنجليزية)